# Bodtjärnen (Revsunds socken, Jämtland, 698349-147585)
Bodtjärnen är en sjö i Bräcke kommun i Jämtland och ingår i Ljungans huvudavrinningsområde.